# Adolfo Saldías

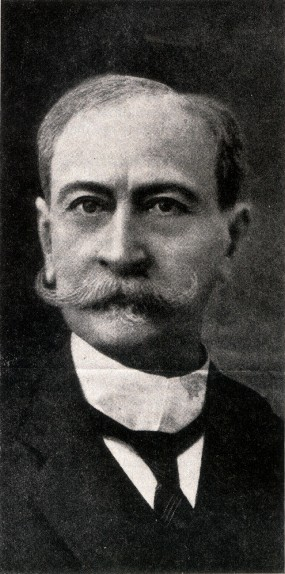
Adolfo Saldías (um 1900)

Adolfo Saldías (* 6. Dezember 1849 in Buenos Aires; † 17. Oktober 1914 in La Paz, Bolivien) war ein argentinischer Historiker, Anwalt, Soldat, Politiker und Diplomat.

## Biographie
1875 begann Saldías mit seiner Tätigkeit als Anwalt. Während dieser Zeit schrieb er seine Thesen über die Bürgerliche Heirat (original: Matrimonio civil). Er begann mit seiner politischen Laufbahn in der Partei Partido Autonomista de Buenos Aires, die damals von Adolfo Alsina geführt wurde. Diese Partei wurde damals maßgeblich durch Bartolomé Mitre unter anderem gespalten, sodass die Unión Cívica Radical entstand.
Adolfo Saldías nahm aktiv an der Parkrevolution von 1890 in Argentinien teil; er war mit seinem Freund Leandro Alem einer der ersten, die den Kampfplatz betraten. Als Mitglied der Unión Cívica Radical nahm er auch an der Revolution von 1893 teil.
1898 wurde er zum Bauminister des Staates Argentinien ernannt, vier Jahre später wurde er in das Amt des Vizegouverneurs von Buenos Aires erhoben.